# Field marshal (Australie)
Pour les articles homonymes, voir Field marshal.
Field marshal (maréchal en français) est le grade le plus élevé de l'armée australienne, créé comme un équivalent direct du grade militaire britannique de field marshal. Il s'agit d'un grade cinq étoiles, équivalent aux grades dans les autres forces armées d'admiral of the fleet dans la RAN et de marshal of the Royal Australian Air Force dans la RAAF. Le grade subordonné de l'armée est general.